# 패밀리컴퓨터
패밀리 컴퓨터는 닌텐도에서 1983년 7월 15일 발매한 가정용 게임기로 패미컴 (Famicom) 또는 FC라고도 부르기도 한다. 아시아권 이외 지역의 북미와 유럽에서는 닌텐도 엔터테인먼트 시스템(약칭 NES)이라는 이름으로 발매되었다. 대한민국에서는 현대전자가 현대 컴보이로 출시했었다.

## 개요
닌텐도는 각종 아케이드 게임과 게임 앤드 워치의 성공으로 사업의 발판을 마련한 상태였으며 이를 바탕으로 가정용 게임기 시장을 진출을 준비하였다. 이미 가정용 게임기 사업은 미국의 아타리 2600을 비롯하여 일본의 반다이, 토미, 에폭, 브라질, 등이 진출하여 이미 가정용 게임기가 널리 보급된 상태였다.
패밀리 컴퓨터의 개발은 1981년 11월 무렵부터였다. 개발진들은 당시의 경쟁기와 차별화된 요소로 게임에 필요없는 요소를 줄이고 저렴한 가격에 고성능을 내기위한 방안을 모색하였다. CPU는 애플 II에서도 사용했던 8비트의 6502계열을 선택(리코 2A03), 그래픽은 리코사의 RP2CO2를 사용하였다. 그리고 저렴한 가격의 하드웨어와 대비하여 비싸지만 질 좋은 타이틀을 공급하여 게임 소프트웨어로 최대한의 이익을 내는 전략을 사용하였다.
패밀리 컴퓨터는 높은 하드웨어 성능과 재미로부터 인기를 얻었지만 제2의 비디오 게임 위기가 일어날 가능성도 있었다고 말할 수 있다. 닌텐도는 이를 충분히 인식하고 서드파티의 라이선스 방식을 어렵게 하는 등 게임의 질을 철저히 관리하여 게임 시장을 확립할 수 있었고, 현재에도 계속되는 거대 시장의 성장으로 연결되게 된다.
게임기의 발매와 동시에 《뽀빠이》와 《동키콩》 그리고 《동키콩 주니어》라는 3개의 게임이 동시 발매되었으며 이 게임기용 게임은 '핀볼'과 '동키콩 시리즈' 및 '마리오브라더스' 등과 같은 오락실 게임을 변환한 것이 대부분이었지만, 1985년에 발매된 '슈퍼 마리오브라더스' 등 독자적으로 개발된 게임에 의해 당시 가정용 게임기의 인기에 불을 붙였다.
미국에서는 당시 1983년 비디오 게임 위기로 가정용 게임기 시장이 침체 상태였기 때문에 '게임기'를 이름에서 강조하지 않기 위해 닌텐도 엔터테인먼트 시스템(Nintendo Entertainment System)라는 명칭을 부여했다고 한다. 초기에는 게임기에 대한 불신의 영향으로 다소 부진하였으나 이후 닌텐도의 끊임없는 노력, 그리고 '슈퍼 마리오 브라더스'의 성공으로 가정용 게임기 시장을 재개척하는데 큰 공헌을 했다.
일본에서의 내수 판매량은 약 1,935만 대였으며 전 세계 누적 판매량은 약 6,191만 대에 이른다. 닌텐도는 패밀리 컴퓨터 발매 이후 세계적인 게임 기업으로 성장하게 된다.

## 역사
- 1983년 7월 15일 패미컴: 8비트 CPU 리코 2A03(1.77 MHz)를 채용한 가정용 게임기로 일본에서의 발매당시 가격은 14,800엔이었다.
- 1983년 : 샤프에서 패미컴이 내장된 텔레비전 "패미컴 테레비C1" 발매.
- 1984년 6월 21일 : 주변기기 패미컴 키보드와 베이직 소프트웨어 "패밀리 베이직" 발매
- 1985년 9월 13일 : 패밀리 컴퓨터 사상 최대 판매량을 지닌 게임 "슈퍼 마리오 브라더스" 발매
- 1985년 닌텐도 엔터테인먼트 시스템(Nintendo Entertainment System, NES)의 이름으로 미국 발매.
- 1986년 2월 21일 : 일본에서 패미컴 디스크 시스템 발매.
- 1986년 : 샤프에서 패미컴과 디스크 시스템을 결합한 "트윈 패미컴"을 발매.
- 1989년 현대 컴보이: 대한민국의 현대전자산업(현 SK하이닉스)에서 발매.[1] (북미판 NES를 수입)
- 1993년 12월 1일 : "패밀리 컴퓨터 에이브이(일명 뉴패밀리컴퓨터)" 일본에서의 발매당시 가격은 세금을 포함하여 7,000엔이었다.
- 2003년 9월 제조 부품의 수급이 어려운 것 등의 여러 가지 이유로 생산을 중단했다.(첫 발매 20 주년)
- 2007년 10월 : 패밀리 컴퓨터에 대한 사후지원을 공식적으로 종료.

## 하드웨어

### 본체

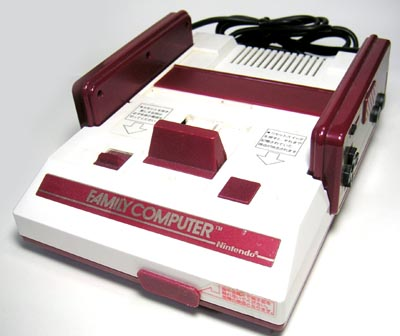
패밀리 컴퓨터의 본체
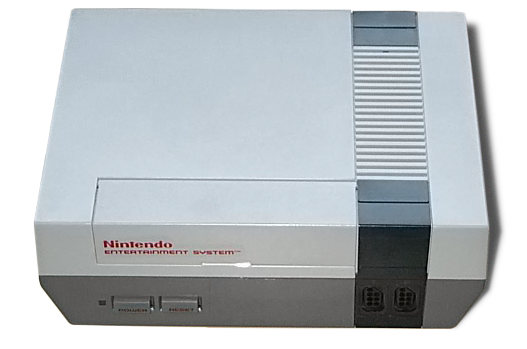
NES의 본체

일본판 패밀리 컴퓨터의 본체는 빨간색과 흰색의 플라스틱으로 구성되어 있다. 이는 단가가 제일 쌌던 플라스틱의 색으로 알려져 있었으나 개발자인 우에무라 마사유키(上村雅之)에 의하면, 실제로는 야마우치 히로시가 가장 좋아하는 색이었기 때문에 채용했다고 하며, 야마우치가 입고 있던 머플러의 색상이었다고 한다.
북미판 NES는 일본판과 전혀 다른 케이스를 사용하는데 회색의 플라스틱으로 구성되어 있으며 크기도 일본판보다 좀 더 큰 형태이다. 롬팩 장착도 일본판과 다르게 앞의 뚜껑을 열어서 VHS 비디오 테이프를 넣듯이 롬팩을 집어 넣고 뚜껑을 닫는 형식으로 되어있다. 그러한 특성 때문에 기존 일본판 패밀리 컴퓨터 롬팩을 북미판 NES에도 사용할 수 있게 하는 어댑터도 존재하였다.

### 컨트롤러와 마이크, 광선총

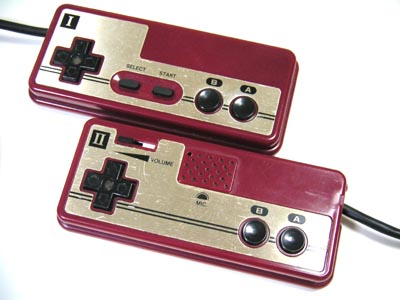
일본판 패밀리 컴퓨터의 조작기

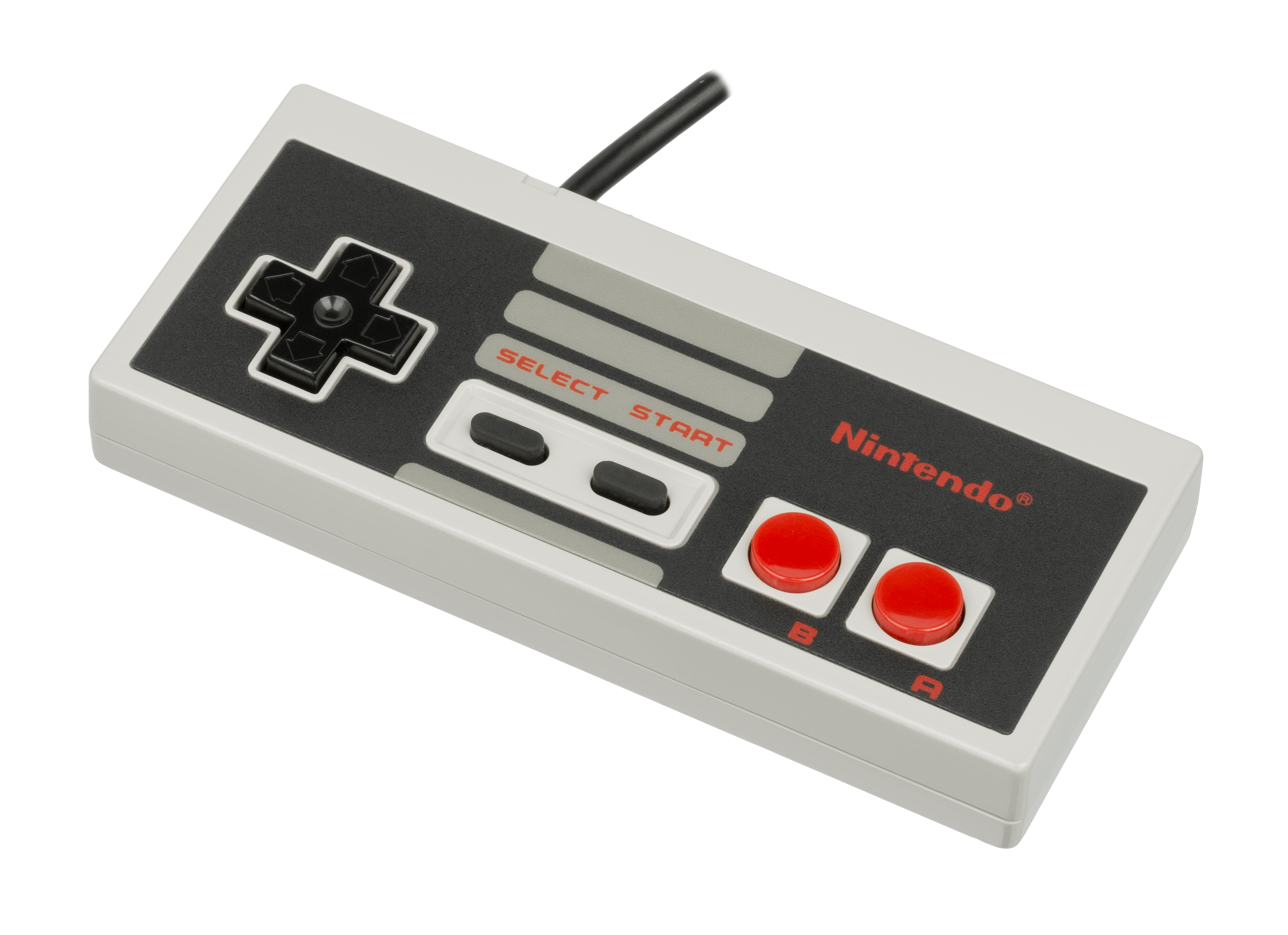
북미판 NES의 조작기

방향 조절 버튼과 A·B 버튼, 시작(START), 선택(SELECT) 버튼을 갖추었으며, 본체에 직접 연결이 되어 있다.(추가 컨트롤러 및 하드웨어 연결은 별도의 커넥터를 사용한다.) 일반적인 방법으로 컨트롤러를 교체하기는 어렵지만, 일부 매장에서 컨트롤러 교체를 지원해주기도 하며, 또는 직접 본체 내부를 열음으로서 교체 할 수도 있다. 방향 조절 버튼은 통칭 '십자키'라고 불리는 버튼으로 본래는 게임 앤드 워치-멀티 스크린-동키콩에서 처음 선보였으며 이후 패밀리 컴퓨터에 도입하였다. 조작기를 양손에 쥐고 엄지 손가락만으로 조작을 하는 시스템은 그 뒤의 가정용 게임조작기의 표준적인 형태가 된다.
- A와 B 두 개의 버튼은 초기에는 사각형 형태의 고무로 만들어졌으나 버튼이 쉽게 박히거나 오래 사용할수록 버튼이 닳아 고장의 원인이 되어 후에 원형의 플라스틱으로 된 버튼으로 교체한 제품이 출시되었다.
- A와 B 버튼 순서가 반대로 되어 있는 것은 보통 바깥쪽 버튼이 자주 사용된다는 의미로 A를 부여한 것이라고 한다.
- 이 패드의 디자인은 2005년 9월 13일에 닌텐도에서 발매한 휴대용 게임기 게임보이 마이크로의 패미컴 컬러의 디자인에 그대로 도입된다.
- II 컨트롤러에는 시작(START), 선택(SELECT) 버튼이 없는 대신 음성 입력을 위한 마이크를 내장하고 있었는데 역시 잦은 고장의 원인이 되어 뉴 패밀리 컴퓨터에서는 없어졌다. 마이크가 필요하거나 사용할 수 있는 게임으로는 번겔링 베이, 타케시의 도전장, 젤다의 전설, 도라에몽과 패밀리 베이직 등이 있다.
- 본체에 컨트롤러를 수납할 수 있는 슬롯이 있다.
- 이후 A·B 버튼 위에 3단계 터보(연사속도) 조절 스위치가 달린 호환 컨트롤러도 있다.
- 북미판 NES에서는 컨트롤러를 자유롭게 꽃았다 뽑을 수 있다. I·II 컨트롤러의 구분이 없으며 마이크도 내장되어 있지 않다. 본체에 컨트롤러를 꽃는 슬롯도 따로 없다.
- 초기에는 NES재퍼라는 이름을 가진 광선총도 있었지만 후에 제거되었다. 광선총을 이용한 게임으로는 덕 헌트, 와일드 건맨, 호건스 앨리 등이 있다.

### 음원
패밀리 컴퓨터는 별도의 사운드 칩이 없이 CPU인 리코 2A03에서 직접 출력한다. 이를 pAPU(pseudo Audio Processing Unit), PSG(Programmable Sound Generator)라고 한다. 내장 음원은 펄스파 2계통, 삼각파, 노이즈, DPCM의 5 채널이지만 롬 카트리지의 핀 하나가 아날로그 신호용으로 사용되어 음성 출력에 혼합되는 구조로 되어있다. 이로 인해 카트리지 측에 음원을 탑재하는 것으로 음원을 자유롭게 확장할 수 있었다. 이것을 이용한 대표적인 게임은 디스크 시스템의 FM 음원이며 일부 코나미와 남코 게임의 추가 음원 등이 있다.

### 기억공간 확장
부족한 메모리(64킬로바이트)의 확장을 위해 사용된 MMC는, 프로그램 롬과 캐릭터 롬의 영역을 분할하여 필요에 따라서 바꾸기 위한 게이트 어레이다. 실용화 된 MMC만 6종류로 스클롤 방향의 제어, PPU를 보충하는 기능 외에도 백업 메모리를 탑재한 것도 있었다. 이 방식은 게임보이에서도 MBC로 사용되게 된다.

### 지역별 차이

NES 로고

패밀리 컴퓨터의 롬팩에 포함된 소프트웨어는 기본적으로 지역코드 등의 제한이 없다. 그러나 다양한 국가와 지역의 시장을 가진 닌텐도사는 이 지역을 서로 구분하고 보호하기 위한 일환으로 롬팩과 카트리지의 규격을 지역별로 다르게 제작하는 방법으로 지역코드 제한과 같은 유사한 효과를 가지도록 했다. 하지만 이 방법은 롬팩이나 카트리지 슬롯의 외형을 인위적으로 변경하여 사용하는 것과 이러한 용도에 적합하도록 만들어진 별도의 변환기(NES와 FC간의 외형적 차이를 맞추어주는 틀)로 인해 이러한 제한은 손쉽게 무력화되었다. 이러한 부분을 방지하기 위해 다른 게임기에서 콤팩트 디스크(CD)와 같은 광디스크를 채용한 것과는 달리 닌텐도사는 슈퍼패미컴은 물론 닌텐도 64 콘솔 제품의 경우에도 롬팩과 카트리지슬롯의 외형차이를 두분 방법을 그대로 적용했다.

### 패미컴 키보드, 패밀리 베이직

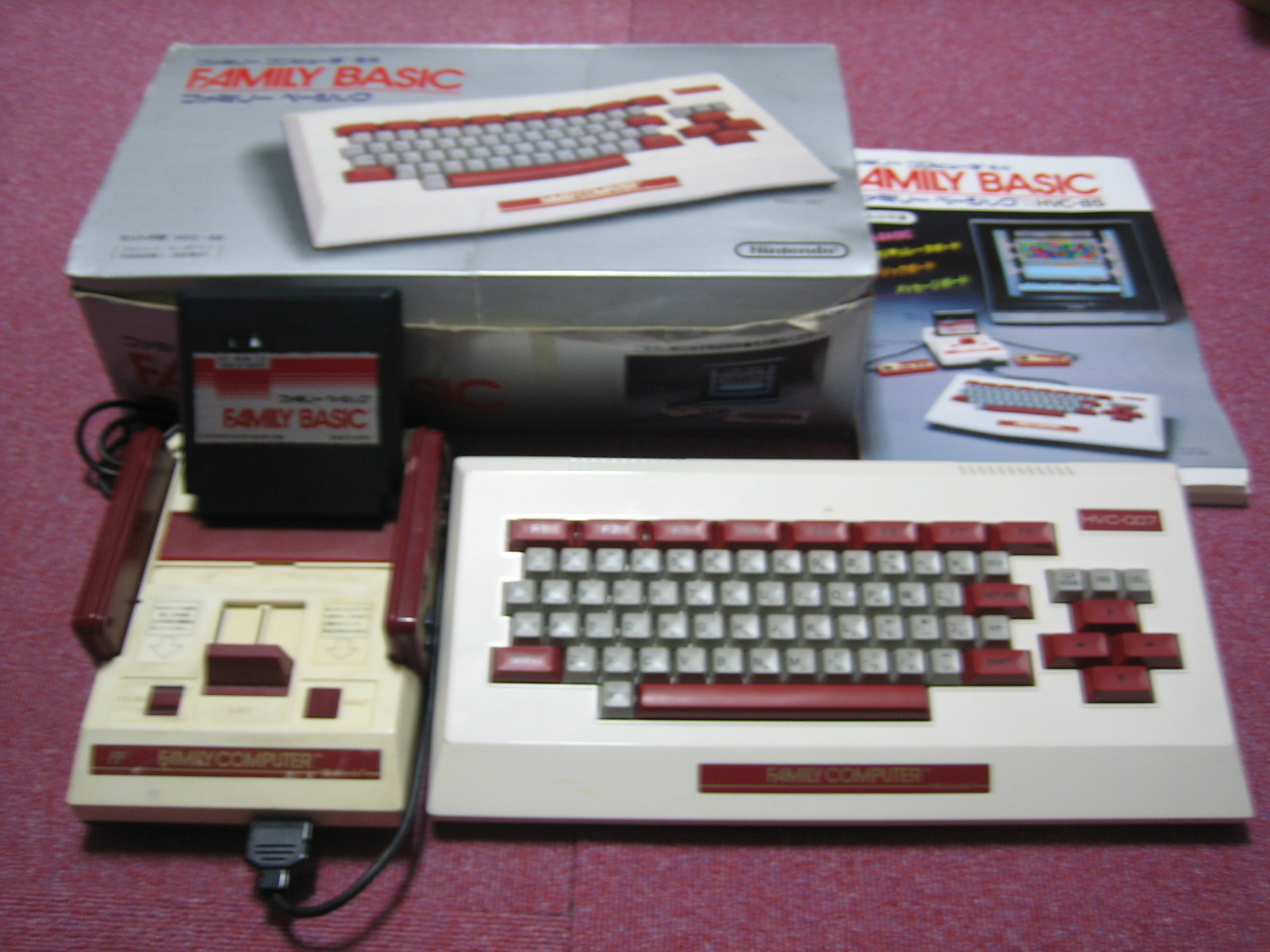
패미컴 키보드와 패밀리 베이직(위 사진은 키보드, 베이직 카트리지, 상자, 설명서, 패미컴 본체가 포함되어 있음)

닌텐도는 1983년 비디오 게임 위기로 인해서 비디오 게임기에 신뢰를 잃은 북미 시장에서 '단순한 게임기가 아니다'라는 마케팅을 펼쳤으며, 그 중 하나가 패미컴 키보드(일본판), NES 키보드(미국판)이다. 단, 실제로는 일본판 패미컴 키보드만 발매되었다.
이 키보드를 이용하는 '패밀리 베이직'도 있는데 패밀리 컴퓨터에 키보드를 연결하고 베이직 언어 내장 팩을 꽃아 사용할 수 있다. 패미컴 베이직은 기본 연산자가 덧셈, 뺄셈, 2배, 1/2배로 되어 있다. 곱셈과 나눗셈은 당시 8비트 CPU의 하드웨어적 한계로 지원하지 않아 대신 자리수를 옮김으로 쉽게 연산이 가능한 2배, 1/2배를 채용하였다.

## 새로운 패밀리 컴퓨터

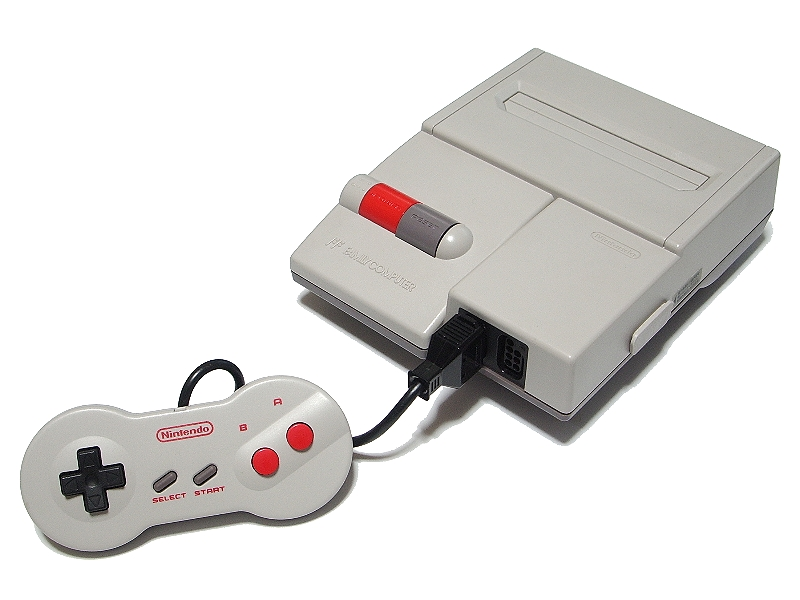
새로운 패밀리 컴퓨터(HVC-101)와 전용 컨트롤러(HVC-102)

이 이름은 다른 게임기에서는 이미 주류가 되고 있던 컴포지트 비디오 출력에 의한 텔레비전 접속이 가능해진 것에서 유래됐다. 당시 RF 출력으로부터 AV 출력으로의 사양 변경으로 인해 일본에서는 발매가 연기됐었으나, 먼저 발매된 북미판 NES 2는 RF 출력만 가능하였다.
AV 사양 패밀리 컴퓨터는 저가격화를 위한 염가판으로써 발매됐지만, 기존의 주변 기기도 사용이 가능하고 취급도 쉬워진 점 등으로 고전 게임 애호가로부터 귀한 취급을 받았다.

### 패밀리 컴퓨터와 달라진 점
- NES와 같이 옅은 회색을 바탕으로 스위치나 버튼은 빨간색, 짙은 회색, 검은색으로 디자인 되었다. 컨트롤러는 슈퍼 패미컴과 같이 동그랗게 입체감을 갖게 되었으며, A 버튼의 위치를 변경하여 보다 조작이 쉽게 개량되었다.
- 컴포지트 비디오 출력으로 인해 화면도 훨씬 깨끗해졌다. 텔레비전과의 접속에는 슈퍼 패미컴과 같은 AV 케이블을 사용하지만, 슈퍼 패미컴용 S 단자와 RGB 케이블은 사용할 수 없다. RF 출력 단자는 탑재되지 않았으므로 안테나 단자로 접속을 하려면 별매의 RF 변환기가 필요하다.
- 컨트롤러를 탈착할 수 있으며 I·II 컨트롤러의 구별이 없어졌고, 앞서 말했듯이 패밀리 컴퓨터에 내장된 마이크가 제거되었으므로 이를 사용하는 일부 게임의 이용에 대한 제한이 생긴다.

## 클래식 미니
닌텐도 미국 지사측은 프로젝트 닌텐도 NX 개발을 앞두고 공식적으로 제작한 고전 게임기인 NES 클래식 에디션이 미국과 유럽에서 발매되었다. 본 제품은 기존 NES 인기 클래식 게임이 30개를 수록하였고 기존 제품 크기가 한손으로 줄어들었다. 또한 영상출력은 HDMI를 사용하였고 전원공급은 USB 포트로 사용되었다. 그리고 게임도중에 리셋버튼을 누르면 중간 저장이 가능하여 한 게임당 최대 4개까지 저장이 가능하다. 화면 해상도를 4:3 또는 16:9로 조절이 가능할 뿐만 아니라 화면 선명도까지 조절이 가능하다. 또한 NES 컨트롤러도 별도로 판매되어 Wii 리모컨과 호환이 가능하다. 한편 일본지사도 한달 늦게 발매된 초소형 패미컴 클래식 미니 패밀리 컴퓨터를 발매하였다. 이 제품에는 기존작과 달리 디스크 시스템 게임들이 수록되었다. 또한 2개의 컨트롤러가 들어있다.

## 흥행
닌텐도 엔터테인먼트 시스템은 당시 가장 성공한 게임기로, 닌텐도에 따르면 전 세계에서 약 6,000만대가 판매되었다. 1983년 비디오 게임 위기로 퇴보된 비디오 게임 업계를 다시 활성화하게 만들었으며, 이후의 가정용 게임기 사업의 본보기가 되었다. 북아메리카에서는 1985년에, 유럽에서는 1986년에 발매되었다. 본체의 외부에 "Nintendo"가 크게 표기되어 단순히 닌텐도라고도 불리었다. 또한 나중에 일본에서 발매된 슈퍼 패미컴은 북아메리카에서 NES의 후기 게임기로서 슈퍼 닌텐도 엔터테인먼트 시스템 (SNES)이라는 명칭으로 발매되었다. 한국에서는 현대전자(현재 SK 하이닉스)가 현대 컴보이라는 이름으로 출시했다.

## 같이 보기
- 패밀리 컴퓨터 게임의 목록 - 일본에서 공식 발매된 전 타이틀의 리스트(발매일 순서)

### 그 외
- 트윈 패미컴
- 디스크 시스템
- 패미컴 키보드
- 패미컴 테레비C1
- 패미컴 미니
- 슈퍼 패미컴
- 우에무라 마사유키
- 타카하시 메이진
- 해커 인터내셔널
- 버추얼 콘솔
- HVC-012

## 참조

### 내용주
1. ↑  일본어: ファミリーコンピュータ
2. ↑  일본어: ニンテンドーエンターテインメントシステム 닌텐도 엔타테인멘토 시스테무[*], 영어: Nintendo Entertainment System